# Habibou Sawadogo
Pour les articles homonymes, voir Sawadogo (homonymie).
Habibou Sawadogo (ou Abibou Sawadogo) est une artiste musicienne burkinabè, née à Kaya dans le Centre-nord du Burkina. C'est l’une des icônes de la musique traditionnelle du pays.

## Biographie
Habibou Sawadogo commence sa carrière musicale en 2002 à Bobo-Dioulasso. Elle est revélée au grand public en 2005 avec la sortie de son premier album Rogmik Réeem. Elle a aujourd’hui à son actif cinq autres albums dont Rawelgu, Koamba Ecolé, Baba Yelamam, Bass Ninré et Mam Soré, sorti le 16 février 2018. 
Habibou Sawadogo est ambassadrice Unicef pour l'éducation des enfants depuis 2008. Depuis 2018, elle effectue plusieurs tournées européennes notamment en Allemagne, France, Belgique, etc.

## Discographie

### Albums
- 2005 : Rogmik Réem
- Année ? : Rawelgu
- Année ? : Koamba Ecolé
- Année ? : Baba Yelamam
- Année ? : Bass Ninré
- 2018 : Mam Soré

### Collaborations/Maxi Singles
- Année ? : avec Angélique Kidjo[1]
- Année 2019 : avec Dez Altino[3]

## Distinctions
- 2002 : Kundé de la meilleure chanson traditionnelle[2]
- 2004 : 3e prix de la chanson traditionnelle[2]
- 2005 : Kundé de la meilleure chanson traditionnelle[2]
- 2006 : 1er prix de la chanson traditionnelle[2]
- 2007 : Kundé de la meilleure chanson traditionnelle[2]
- 2008 : Ambassadrice Unicef pour l’éducation des enfants[1]